# Cermna Finn
Cermna Finn lub Cermna Fionn – legendarny zwierzchni król Irlandii z dynastii Milezjan z bratem Sobaircem w latach 905-865 p.n.e. Syn Ebrica, syna Emera, bratanka Eremona, zwierzchniego króla Irlandii.
Przydomek Finn posiada wiele znaczeń, np. „Piękny”, „Sprawiedliwy”, „Jasnowłosy” lub „Biały”. Cermna, według średniowiecznej irlandzkiej legendy i historycznej tradycji, pokonał i zabił króla Eochaida I Edgadacha w bitwie pod Teamhair Tara. Po czym razem ze swym bratem Sobaircem objął opróżniony tron Irlandii. Byli oni pierwszymi królami pochodzącymi z rodu Íra, syna Mileda. Postanowili podzielić Irlandię na dwie części: Sobairce objął północną (rezydencja w Dun Sobhairce), a Cermna południową część.  Rezydencją Cermny był Dun Cearmna (Downmacpatrick (Dun-Mhic-Padruig) – nazwa starego fortu umieszczonego na Old Head w Kinsale, na sławnym cyplu w południowej części hrabstwa Cork). Bracia wspólnie rządzili Irlandią przez czterdzieści lat. Brat Sobairce został zabity przez Eochaida Menna z ludu Fomorian. Niebawem Cermna także został pokonany i zabity. Zginął z ręki Eochaida II Faebarglasa w bitwie pod Dun Cermna. Ten objął po nim zwierzchnią władzę nad wyspą.